# Клан Хаттан
Хаттан — союз 13 кланов горной части Шотландии. Его главой является вождь Торкаслской ветви клана Макинтош.

## История

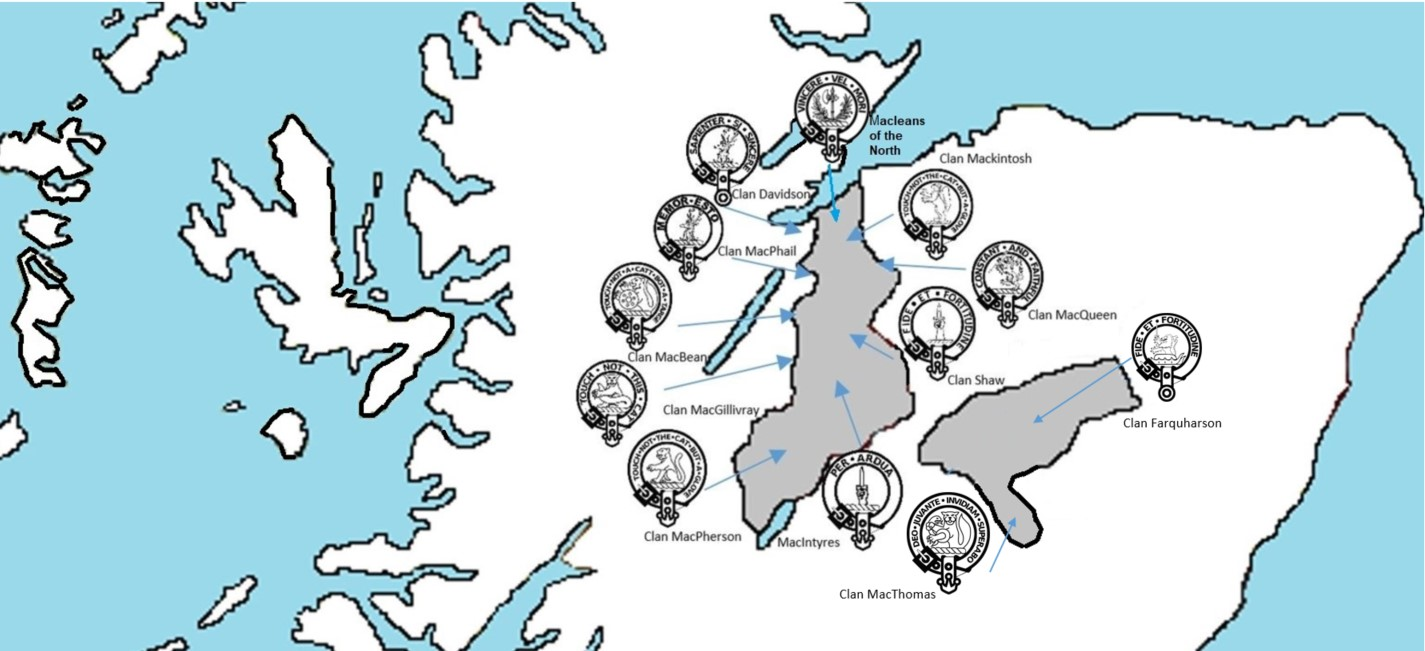
Клан и его участники

До начала XIV века Хаттан был отдельным шотландским кланом, но потом Энгус Макинтош, шестой вождь Макинтошей, женился на Еве, дочери Гилпатрика Дугала Далла Хаттана, шестого вождя Хаттанов. Так клан Макинтош и клан Хаттан объединились в Хаттанскую конфедерацию.
Во время войны за независимость Шотландии Макинтоши активно помогали Роберту I Брюсу, за что получили земли нескольких кланов. Поэтому увеличилась и Хаттанская конфедерация.
Обычно клан Хаттан поддерживал Стюартов, в частности, во время якобитского восстания в 1745 году Анна Фаркарсон, жена вождя Энгуса Макинтоша, активно помогала якобитам. После поражения в битве при Каллодене Хаттанская конфедерация сильно ослабла и потеряла влияние.
В наши дни в неё входят следующие кланы:
- Клан Макинтош
- Клан Макферсон
- Клан Дэвидсон
- Клан Фаркарсон
- Клан Макбэйн
- Клан Макгилливрей
- Клан Макинтайр из Баденоха
- Клан Маклин из Дохгарроха
- Клан Макфэйл
- Клан Маккуин
- Клан Мактомас
- Клан Шоу
- Клан Каттанах